# HD 149989
HD 149989也稱為天壇座V872，是在南天星座天壇座的一顆變星，位於該星座的西方與矩尺座的邊界附近。天壇座V872是變星名稱，而HD 149989是 亨利·德雷珀目錄 中的標識符。這是一顆暗淡的恆星，接近肉眼可見的下限，其視星等在6.30左右波動。根據視差的量測，它距離太陽167光年，並以46km/s的徑向速度遠離太陽。
這顆恆星是一顆A型主序星，恆星分類為A9V，2016年對劍魚座γ型這類恆星的調查發現了一類F1 V nn m-4，其中“nn”表示由於快速旋轉而「模糊」譜線，「m-4」表示是一顆貧金屬恆星，其金屬線與A7類相匹配。這是一顆已確認的變星，屬於劍魚座γ型的變星，週期為0.42658天。它的年齡約為11億年，並且以136公里/秒的投影旋轉速度旋轉。

## 外部連結
- HIP 81650 （页面存档备份，存于）
- Image HD 149989